# Atlantocuma (Atlantocuma) tenue
Atlantocuma (Atlantocuma) tenue is een zeekommasoort uit de familie van de Bodotriidae. De wetenschappelijke naam van de soort is voor het eerst geldig gepubliceerd in 1984 door Jones.